# Tragedyja albo rzecz o Janie i Herodzie
Tragedyja albo rzecz o Janie i Herodzie – opera Romualda Twardowskiego, w trzech aktach, do której libretto napisał kompozytor według dramatu Jakuba Gawatowica. Jej prapremiera miała miejsce w Łodzi 26 kwietnia 1969 roku.

## Osoby
- Prologus i Epilogus – tenor
- Jan Chrzciciel – baryton
- król Herod – bas
- Herodyjada – sopran
- Czarci: Kuflik – bas, Garstka – baryton, Krzaczek – tenor
- Angelus – tenor
- kapłan I – tenor
- kapłan II – baryton
- trzej dworzanie – tenor, baryton i bas
- trzej wieśniacy – tenor, baryton i bas
- Śmierć – mezzosopran
- dwaj oratorzy – partie mówione
- córka Herodyjady – rola taneczna
- kat – rola niema
- goście Heroda, straż, pielgrzymi, żebracy[3].

## Treść
Akcja rozgrywa się w 29 roku n.e. Opera opowiada w dramatyczny sposób ostatnie dni życia Jana Chrzciciela.